# بوسيليبو

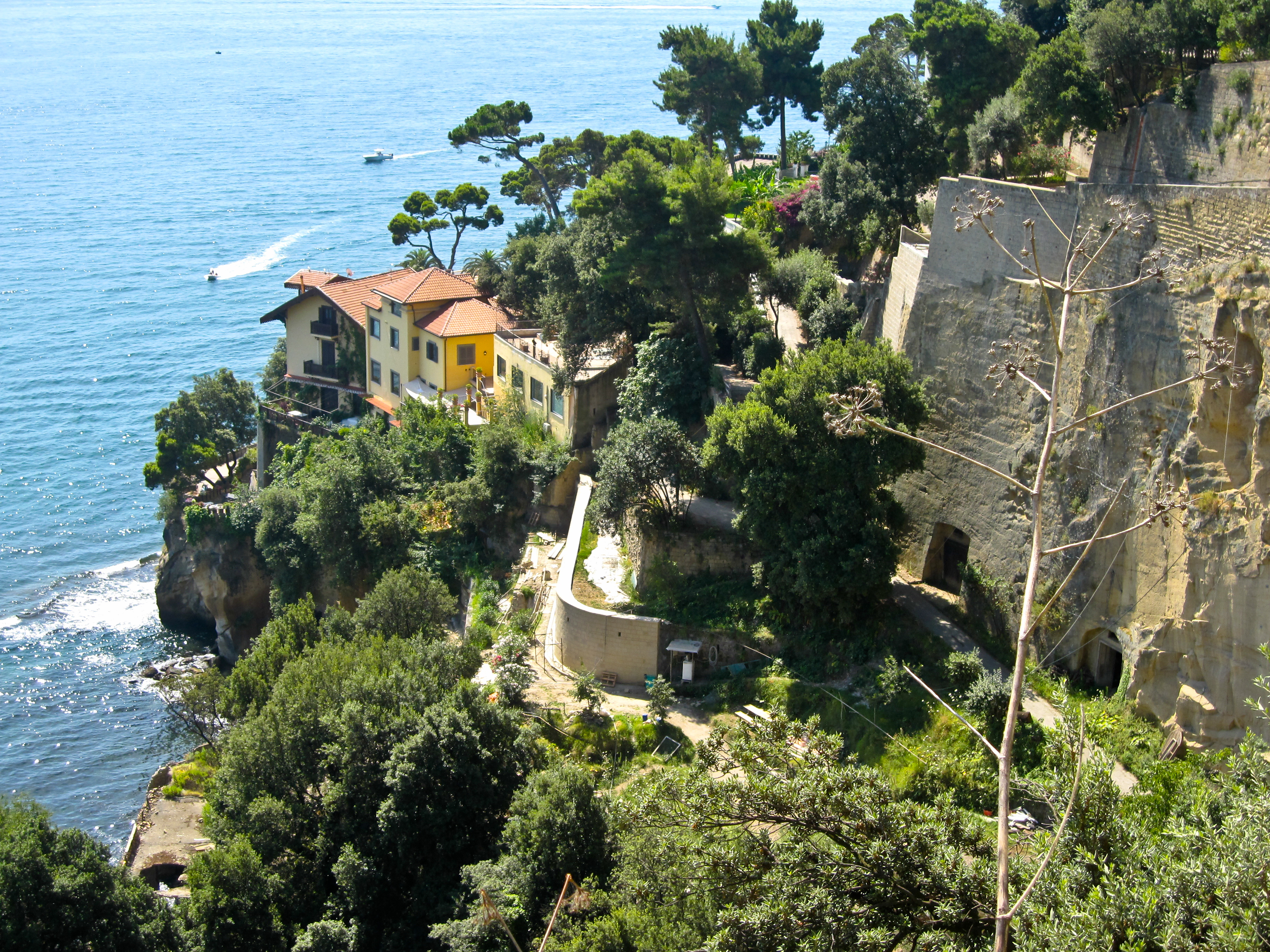
ساحل بوسيليبو من أغلي قمة بوسيليبو

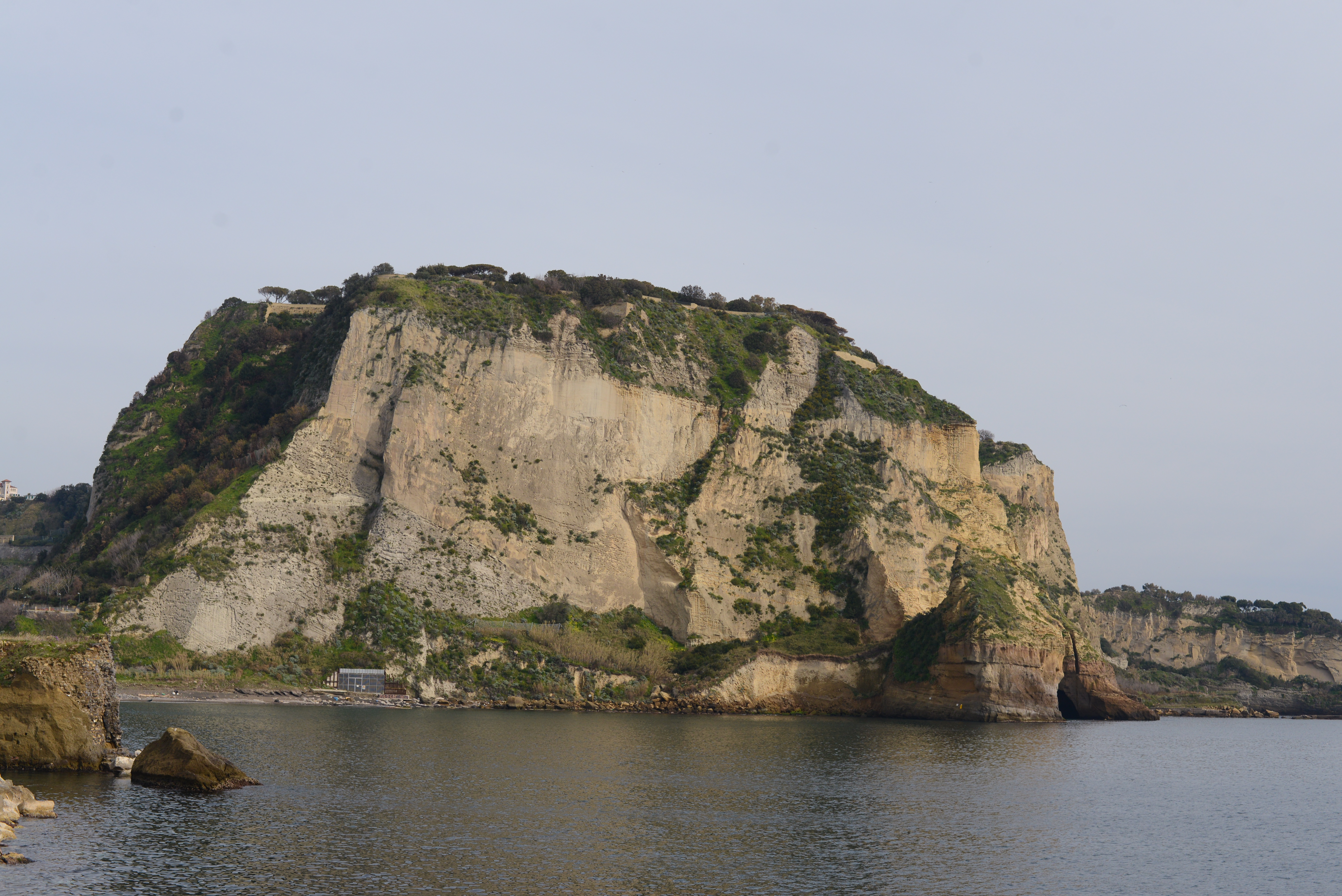
رأس بوسيليبو

بوسيليبو (بالإيطالية  [puˈsilləkə]) هو منطقة سكنية في نابولي، بجنوب إيطاليا، تقع على خليج نابولي.
شهد خليج نابولي في القرن الأول قبل الميلاد ظهور الفيلات التي شيدها نخبة من الرومان على أكثر النقاط المرتفعة ذات الإطلالة البانورامية على الساحل، والذين اختاروا المنطقة كمكان مفضل لقضاء العطلات. ويمكن رؤية بعض منازلهم وقصورهم هناك.

## جغرافية المكان

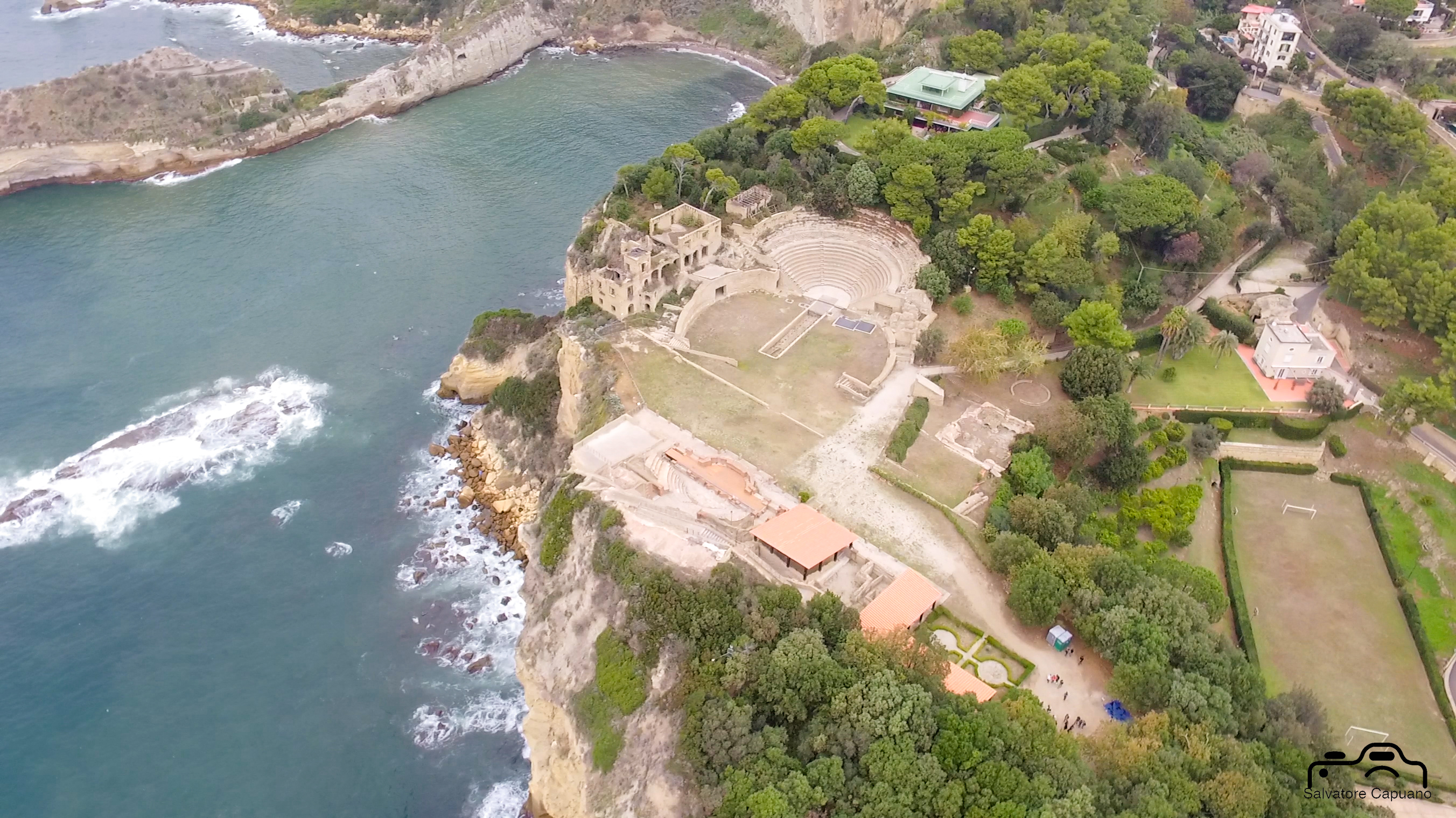
منتزه بوليسبيان الأثري في رأس بوليسيبو

بوسيليبو هي شبه جزيرة صخرية علي حوالي 6 كيلومترات طولية محاطة بالمنحدرات مع عدد قليل من الخلجان الصغيرة وحواجز الأمواج الطبيعية في الطرف الغربي من خليج نابولي. هذه الموانئ الصغيرة هي مناطق سكانية منفصلة ومنها جزيرة جوالا وماريتشيارو.

## التاريخ

### العصور القديمة
ورد ذكر بوسيليبو في المصادر اليونانية والرومانية القديمة. كجزء من ماجنا غراسيا أو إيطاليا الكبري القديمة، وأطلق عليها الإغريق لأول مرة اسم باسيليبون Pausílypon ، وترجمتها «الراحة من القلق».
حدد الباحث التاريخي الفرنسي في هوميروس فيكتور بيرارد  بوسيليبو على أنها أرض سايكلوب هوميروس. من القرن الأول قبل الميلاد.
اجتذب ساحل كامبانيا الجميل الرومان الأثرياء كمكان لبناء فيلات متقنة وفخمة للرفاهية.
بقي من باسيليبون Pausilypon القديمة بعض الأطلال منها فيلا فيديوس بوليو، واللتي أصبحت قصرا إمبراطوريا رومانيا لفيديوس بوليو.
وصفها الشاعر أوفيد بأنها «مثل المدينة». وأنة كان يلقي العبيد في حوض مملوء بثعابين البحر كعقاب لهم وكطريقة بشعة للإعدام،    حيث تشبك الثعابين أسنانها وتمتص دماء الضحايا.
توفي فيديوس عام 15 قبل الميلاد، وربما أُجبر على توريث جزء كبير من ممتلكاته، بما في ذلك الفيلا، للإمبراطور أوغسطس. على الرغم من تدمير قصر فيديوس في روما، فقد أعيد بناء باسيليبونPausilypon وتم توسيعه ليصبح قصرًا، ظل في حوزة الإمبراطورية الرومانية حتي وقت هادريان.

### الفترة الحديثة

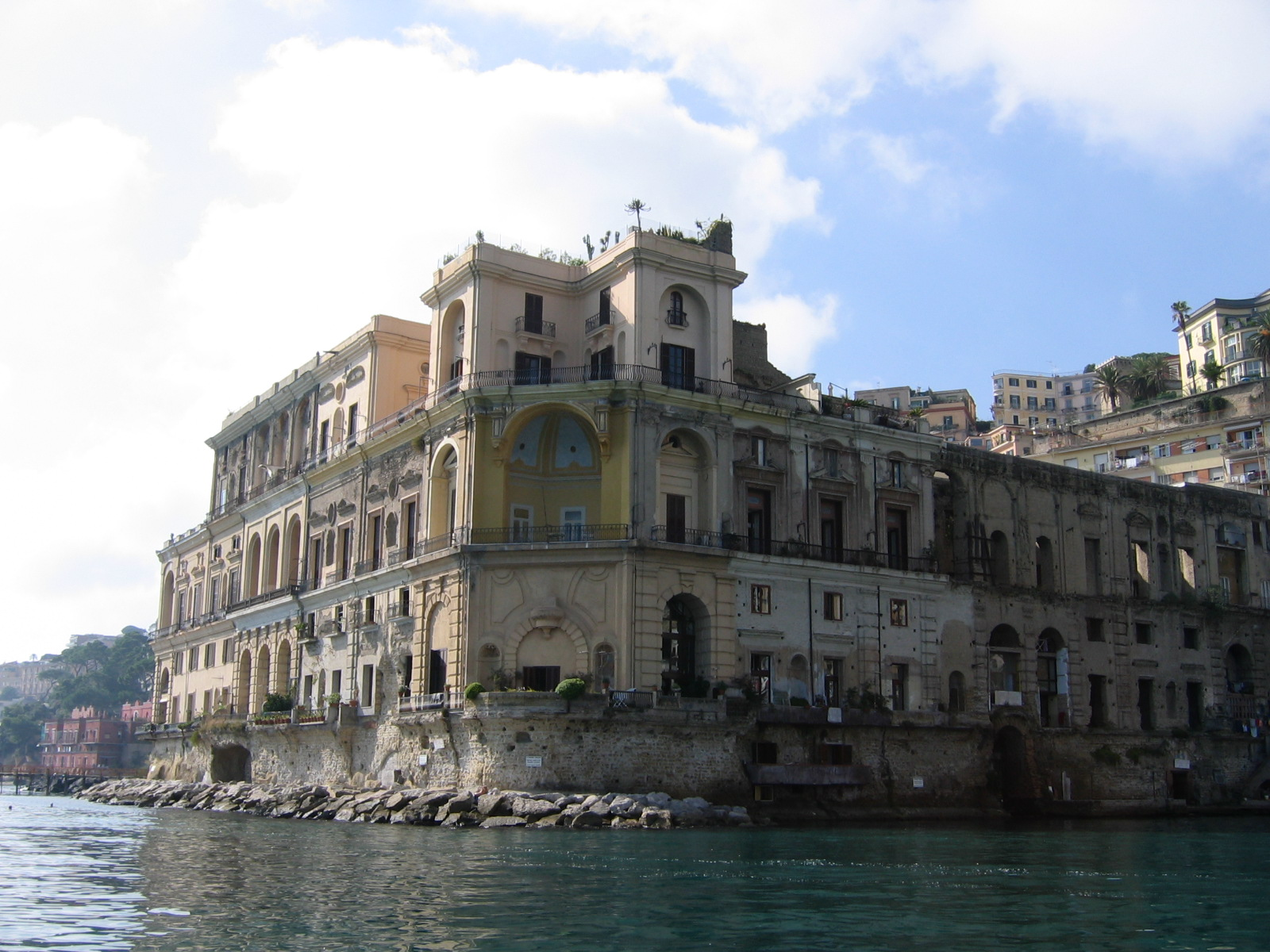
فيلا دونانا

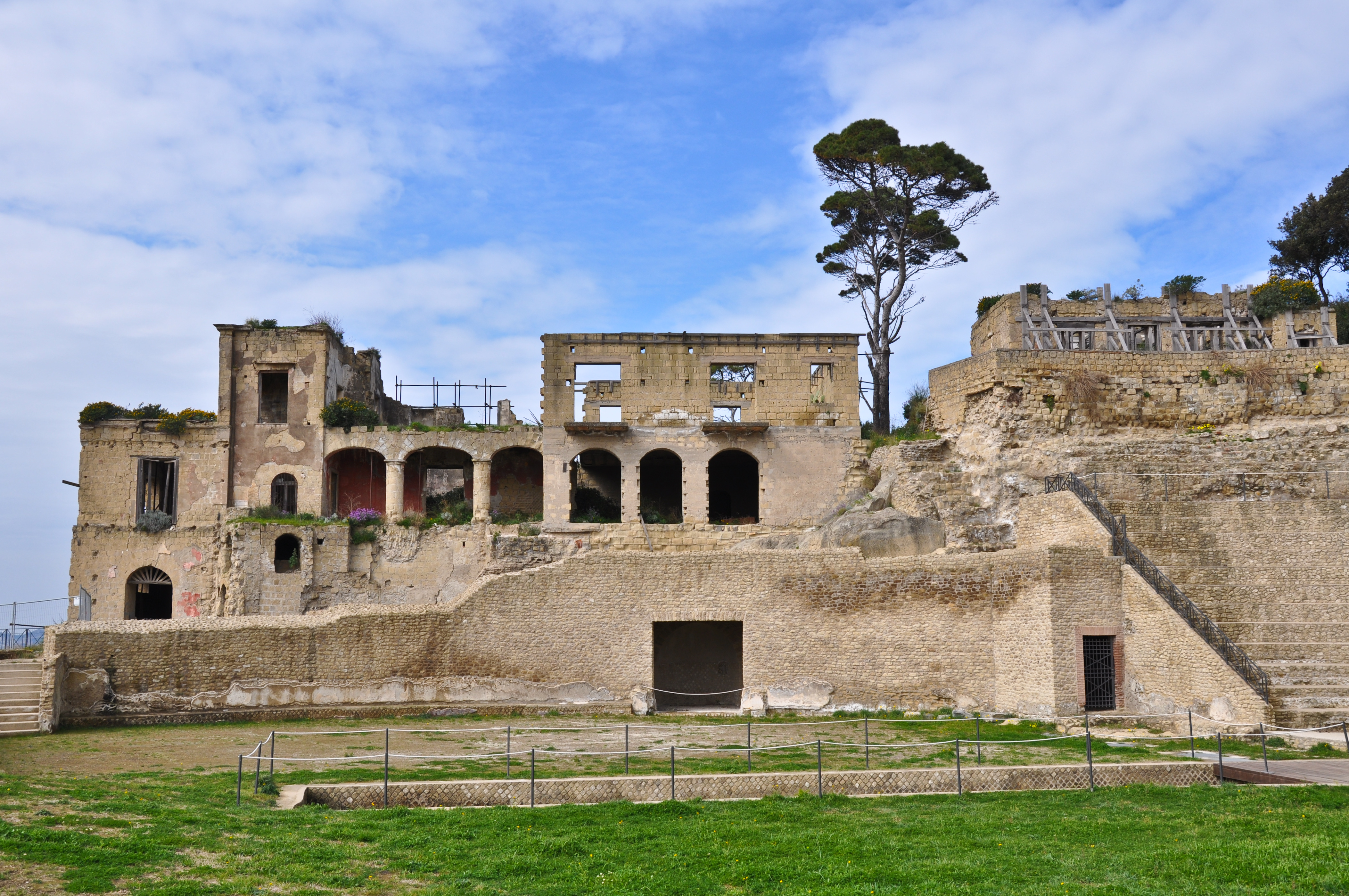
فيلا فيديوس بوليو

في القرن السابع عشر، انتقلت ملكية موقع الفيلا الإمبراطورية إلى عائلة مازا التي أبدت، لعدة أجيال، اهتمامًا بعلم الآثار. وجدت العديد من القطع الفنية من مواقع باسيليبون Posillipan طريقها إلى أيدي الجامعين الإسبان، ولا تزال بلا شك من بين الآثار الرومانية في إسبانيا..

### القرن ال 19
في عام 1820، تم شراء الجزء الجنوبي من الجزيرة من قبل عالم الآثار المعروف كافاليير غولييلمو بيشي، وارتبط اسمه بالفيلا لأكثر من نصف قرن. وقام بالكثير من الحفريات بها.
في عام 1841 مع المزيد من الحفريات المنهجية في الممتلكات المجاورة للموقع وجد ممر قديم أدى من أسفل الوادي «نفق سيجانوس» إلى البحر.
أكتشفت المباني الرئيسية من للقصر ومسرح أوديون وبقايا رواق بورتيكو المطل على البحر. كما تم العثور على مبنى مستطيل يسمى المعبد مع بقايا قناة مائية.

## بوسيليبون الرومانبة
الحديقة الأثرية من أجمل الأماكن في المدينة طول ساحل بوسيليبو.
ومن المواقع الهامة تعتبر «مغارة سييانوس»، وحديقة ما تحت الماء في جزيرة جوالا، والقصر الإمبراطوري من بوسيليبون Pausilypon (بما في ذلك أوديون والمسرح) وقصر الأرواح من أهم معالم الجزيرة.

### القصر الإمبراطوري

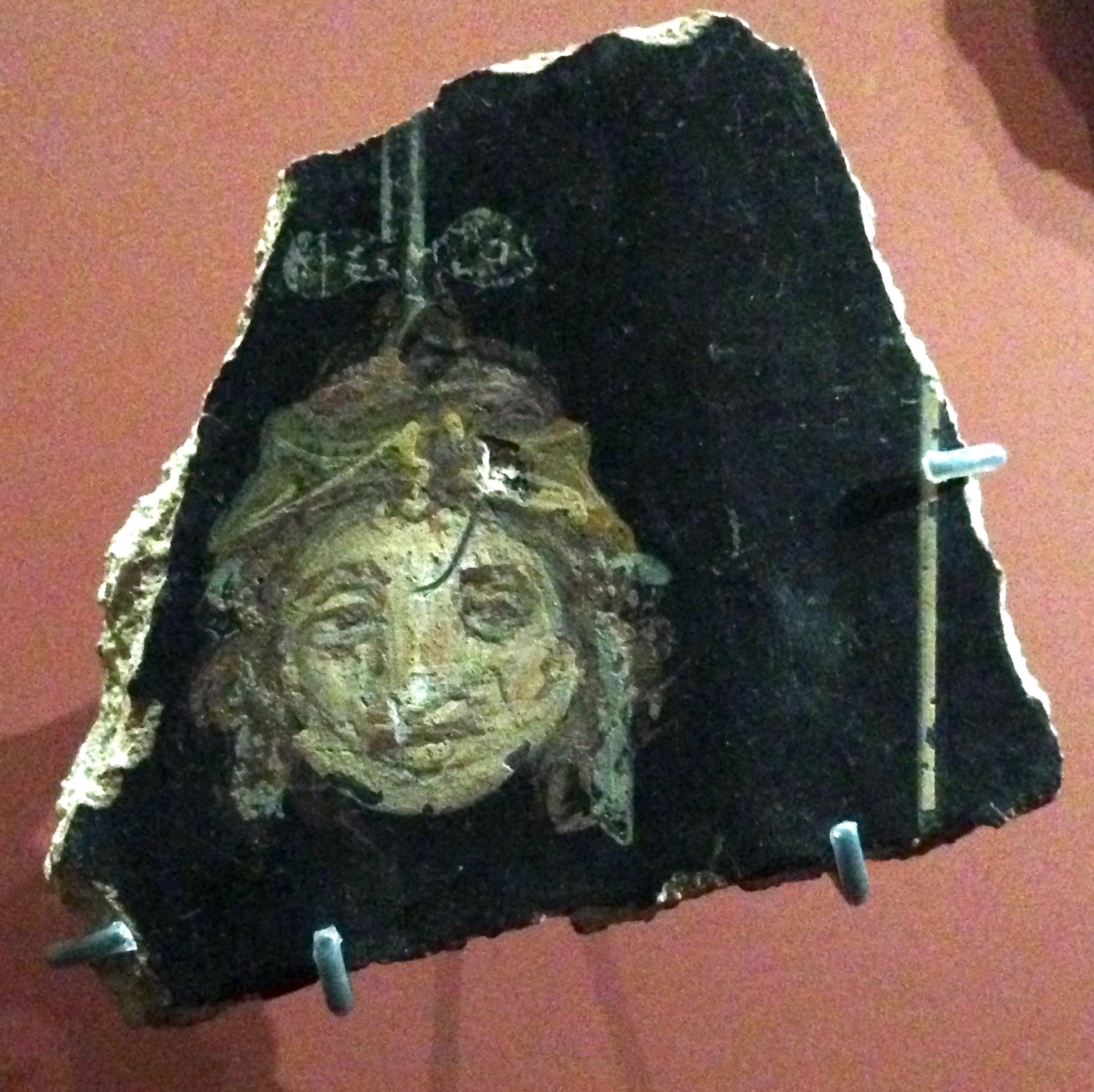
جزء من لوحة جدارية ، فيلا فيديوس بوليو ، متحف أشموليان

تشمل أطلال قصر فيديوس بوليو الرومانية، والمعروفة أيضًا باسم القصر الأمبارطوري، مسرحًا يتسع لـ 2000 مقعد على المرتفع الصخري في نهاية خليج نابولي. ويمكن رؤية بعض غرف القصر وآثار زخارف الجدران وأصبحت الهياكل البحرية وبرك الأسماك الآن جزءًا من متنزه جوالا المجاور المغمور.
تم بناء الفيلا في القرن الأول قبل الميلاد من قبل فيديوس بوليو. وعند وفاته عام 15 قبل الميلاد، تم توريث الفيلا لأغسطس، وظلت في حيازة الإمبراطورية لخلفائه على الأقل حتى هادريان.

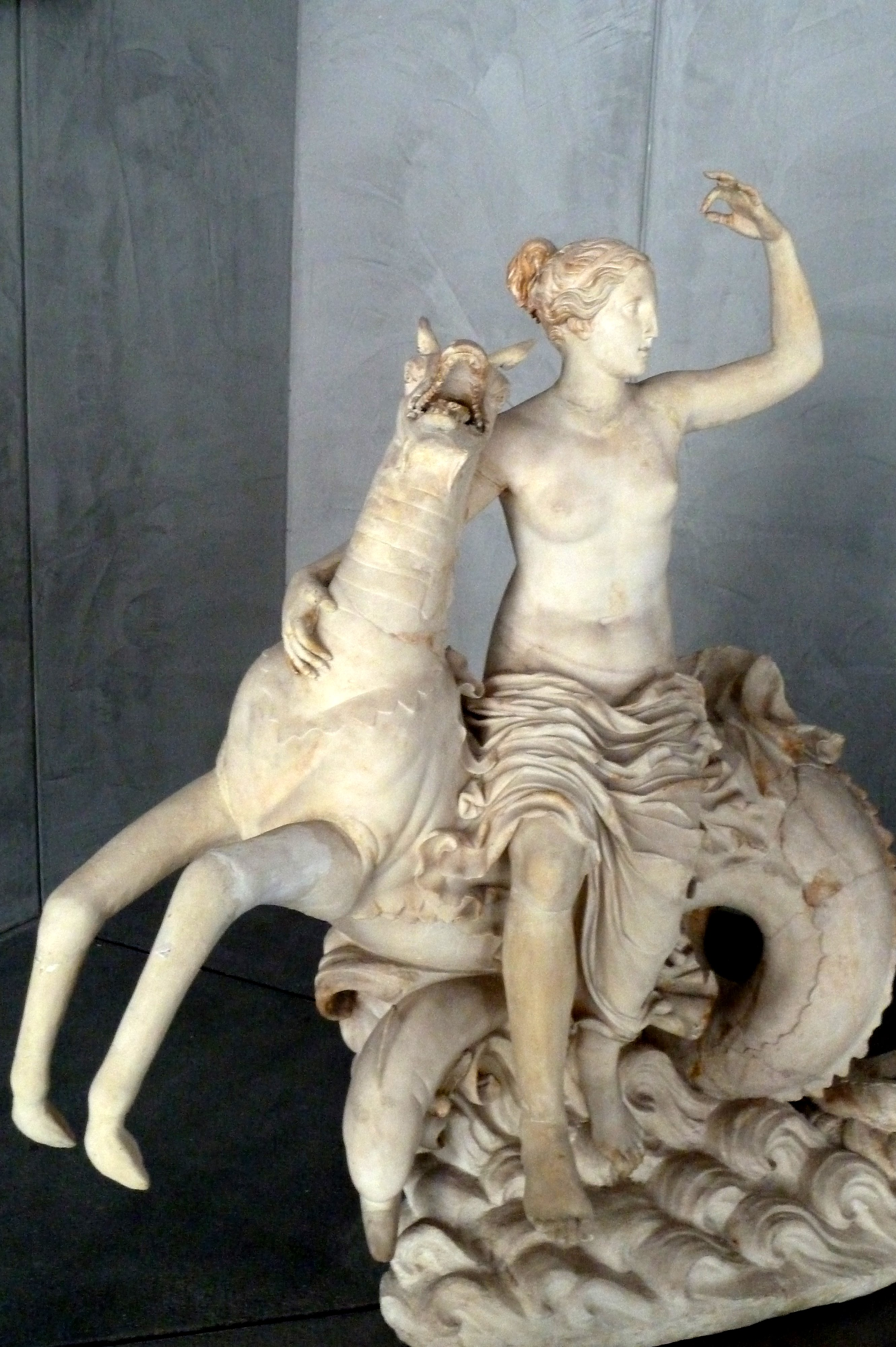
نيريد على وحش البحر ، أوائل القرن الأول. م ، من فيلا فيديوس بوليو ، متحف نابولي للآثار

### نفق سيجانوس
يمكن للسياح الوصول للقصر من خلال نفق سيجانوس الأثري

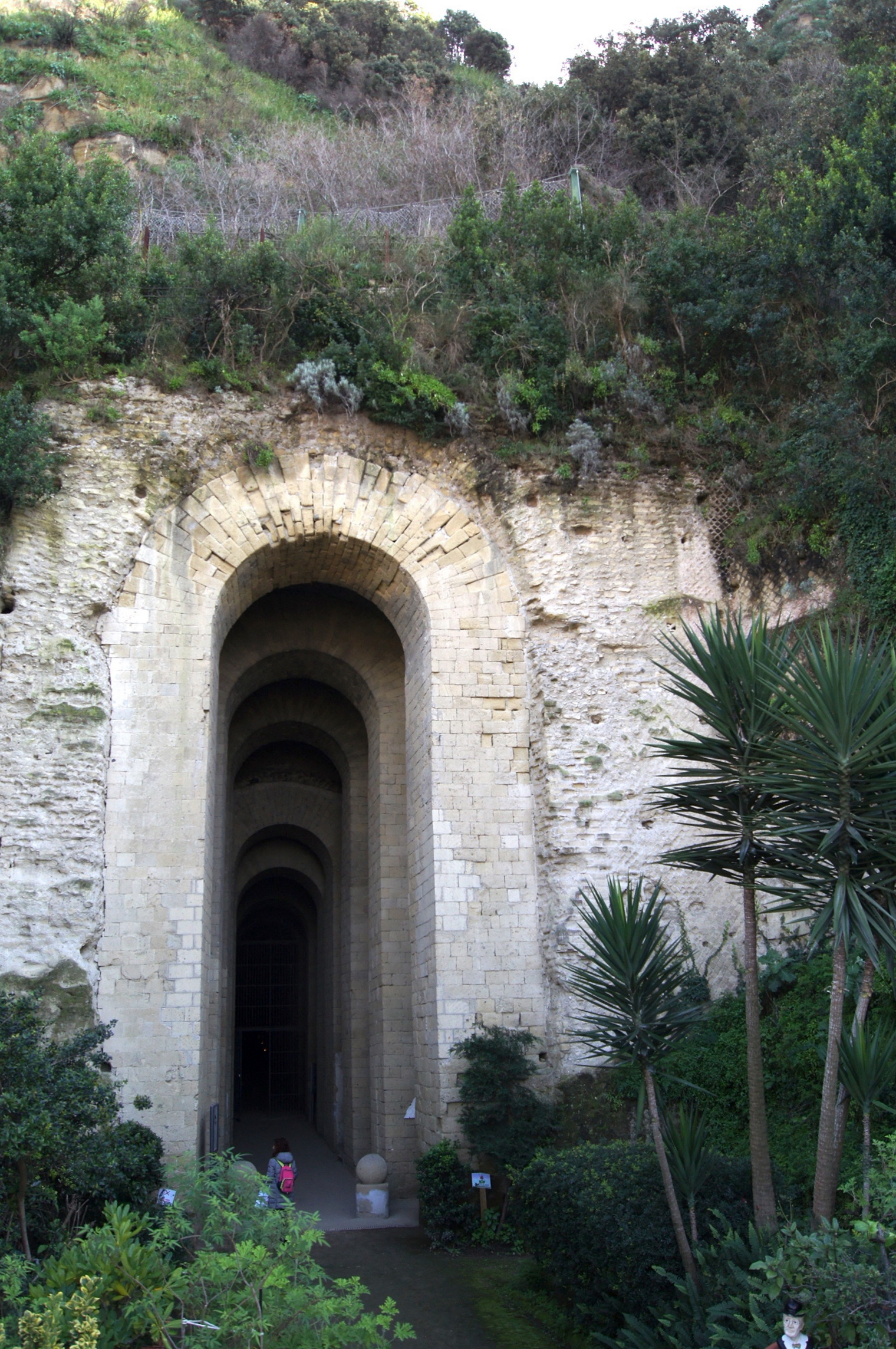
النفق الروماني لنهاية سيجانوس الغربية

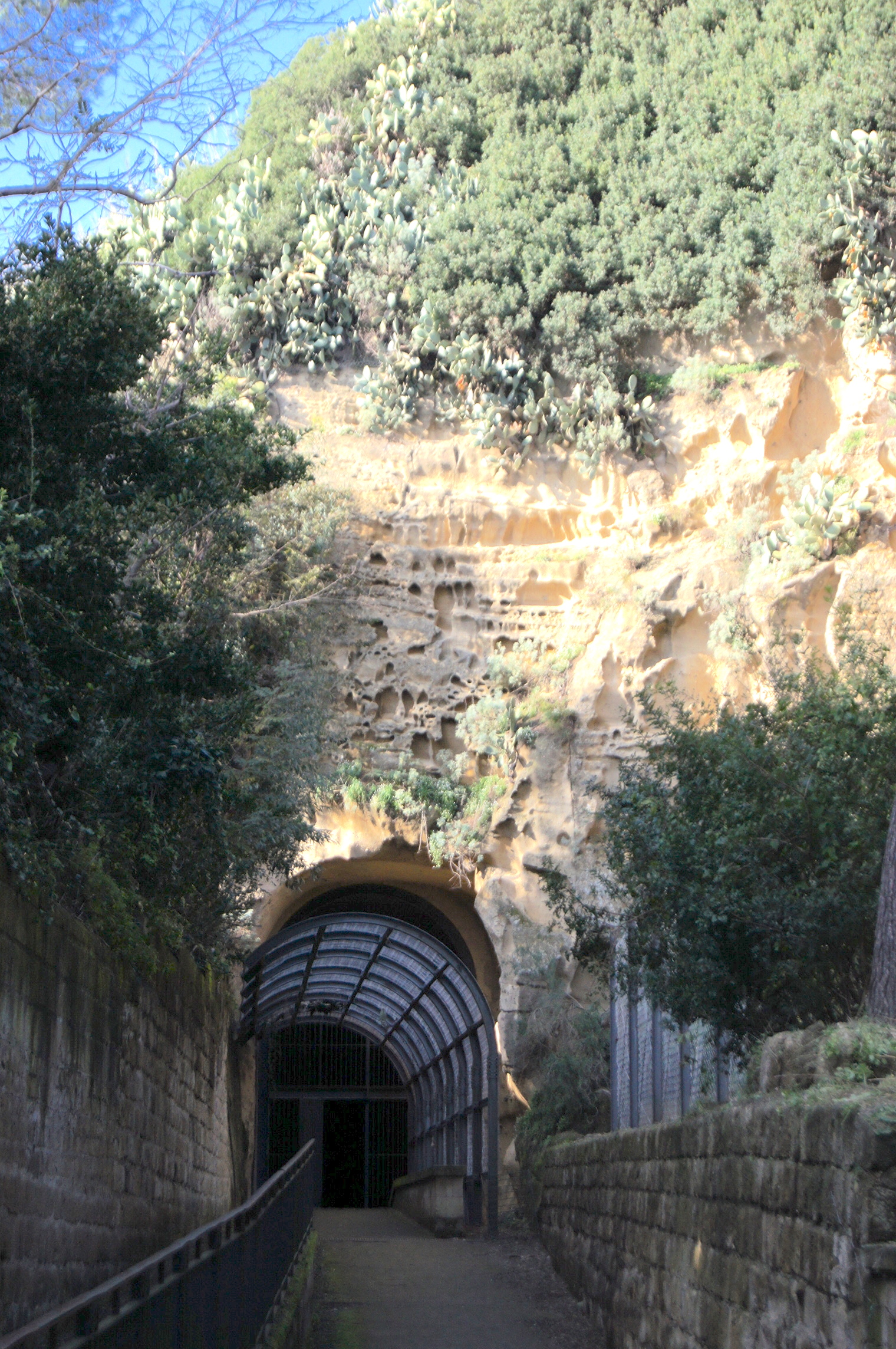
نفق سيجانوس الطرف الشرقي

يمر نفق «سيجانوس» الذي يبلغ طوله 770 مترًا أسفل تل بوسيليبو ويربط القصر الإمبراطوريي والفيلات الأرستقراطية الأخرى المجاورة بحقول فليجراين وبلدات وموان بوتسوولي وكوماي. تم بناء النفق الأول قبل 50 عاما من قبل المهندس المعماري كوكيوس أوكتوس بناء على طلب من أغريبا. تم قطع المدخل الشرقي في جرف صخري داخل الحديقة الأثرية بينما كان المدخل الغربي عبارة عن قوس ضخم من أوبوس راتيكولاتوم يبطن جوانب الجرف، ويبلغ ارتفاع كلا الطرفين حوالي 14 مترً
ارتفاع النفق وعرضه وطوله جعله إنجازًا هندسيًا عظيمًا وإنجازًا باهظًا بالنظر إلى أنه يخدم عددًا قليلاً فقط من السكان. .
أصبح النفق وجهة سياحية. تم بناء بطانة وأقواس إضافية لإصلاح وتقوية الجدران القديمة خلال الحرب العالمية الثانية، وأستخدم كمأوى من الغارات الجوية لسكان نابولي.

### معالم أخرى

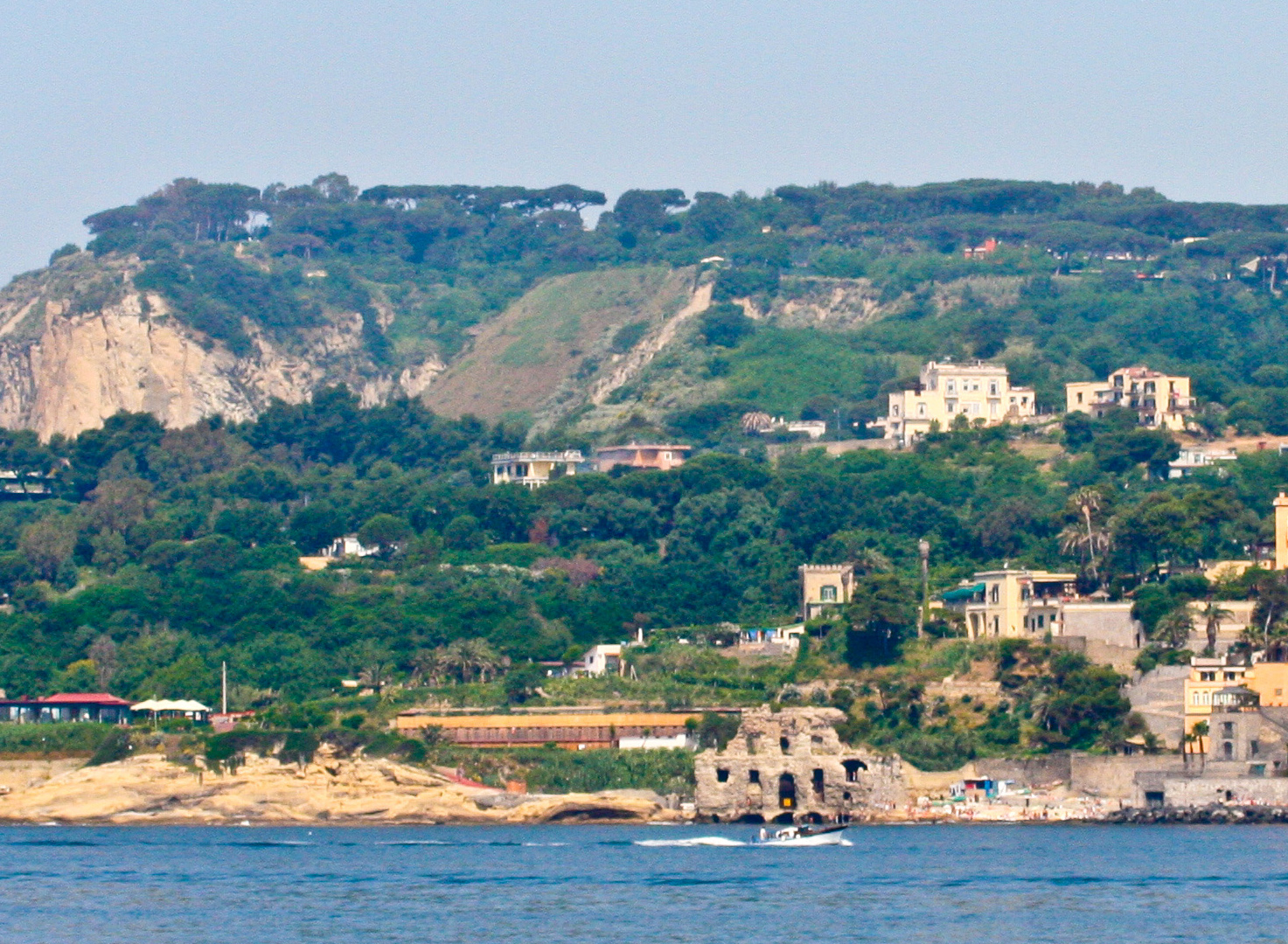
قصر الأرواح

يمكن رؤية بقايا المنازل الرومانية الأخرى في مارتشيرو على طول الشاطئ، وتوجد بقايا «قصر الأرواح» واللتي تم بناؤها أيضًا في القرن الأول قبل الميلاد. وعلى طول الساحل إلى الغرب، يوجد محيط «مدرسة فيرجيل».تم توثيق عظمة ورفاهية هذه الفيلات في متحف جورج فاليت الأثري.

## التطورات الحديثة
ظلت المنطقة غير مطورة إلى حد كبير حتى تم بناء طريق عبر بوسيليبو بين عامي 1812 و 1824. يبدأ هذا الطريق عند مستوى سطح البحر في مرفأ ميرجلينا ويتحرك حتي الساحل، موازياً للشاطئ تقريباً. بدأت مدرسة بوسيليبو الفنية بواسطة أنتونيو بيتلو، حيث رسمت المناظر الطبيعية للشواطئ البحرية من المنطقة.يمكن رؤية الأجزاء المغمورة من أنقاض القصر الإمبراطوري والبيئة الطبيعية البحرية والساحلية الغنية والمتنوعة من خلال رحلات القوارب.
المنطقة تحوي بعض المباني والمعالم التاريخية البارزة. من بينها فيلا روزبيري، مقر إقامة الرئيس الإيطالي أثناء إقامته في نابولي.
.

## سكان مشهورون
- Posillipo هي مسقط رأس فرانكو ألفانو، الملحن الإيطالي وعازف البيانو المعروف بإكماله Turandot .
- عاش فرانكو أمبروسيو، قطب القمح وراعي فريق سباقات الفورمولا 1 ، في بوسيليبو حتى وفاته في عام 2009.
- أغسطس.
- جورج نورمان دوغلاس (1868-1952) كاتب روايات وروايات اسكتلندي نمساوي في عام 1897 عاش في فيلا مايا، بوسيليبو.
- هادريان.
- ولد جيامباتيستا باسيلي في بوسيليبو عام 1575. إنه أيضًا مكان لإحدى أعماله الأولى Le Avventurose Disavventure (The Adventurous Misadventures) التي نُشرت عام 1611.
- عاش Sándor Márai ، مؤلف كتاب Embers ، في Posillipo بين عامي 1948 و 1952 ؛ تدور أحداث روايته " San Gennaro vére" ("Blood of San Gennaro") في نابولي.
- ربما كانت أيضًا مقر إقامة فيرجيل، الشاعر الروماني، الأكثر شهرة، «عنيد».
- فيديوس بوليو.
- سيغيسموند ثالبرج.
- أكمل أوسكار وايلد "The Ballad of Reading Gaol" أثناء إقامته في Posillipo في عام 1897.[12]

## صالة عرض

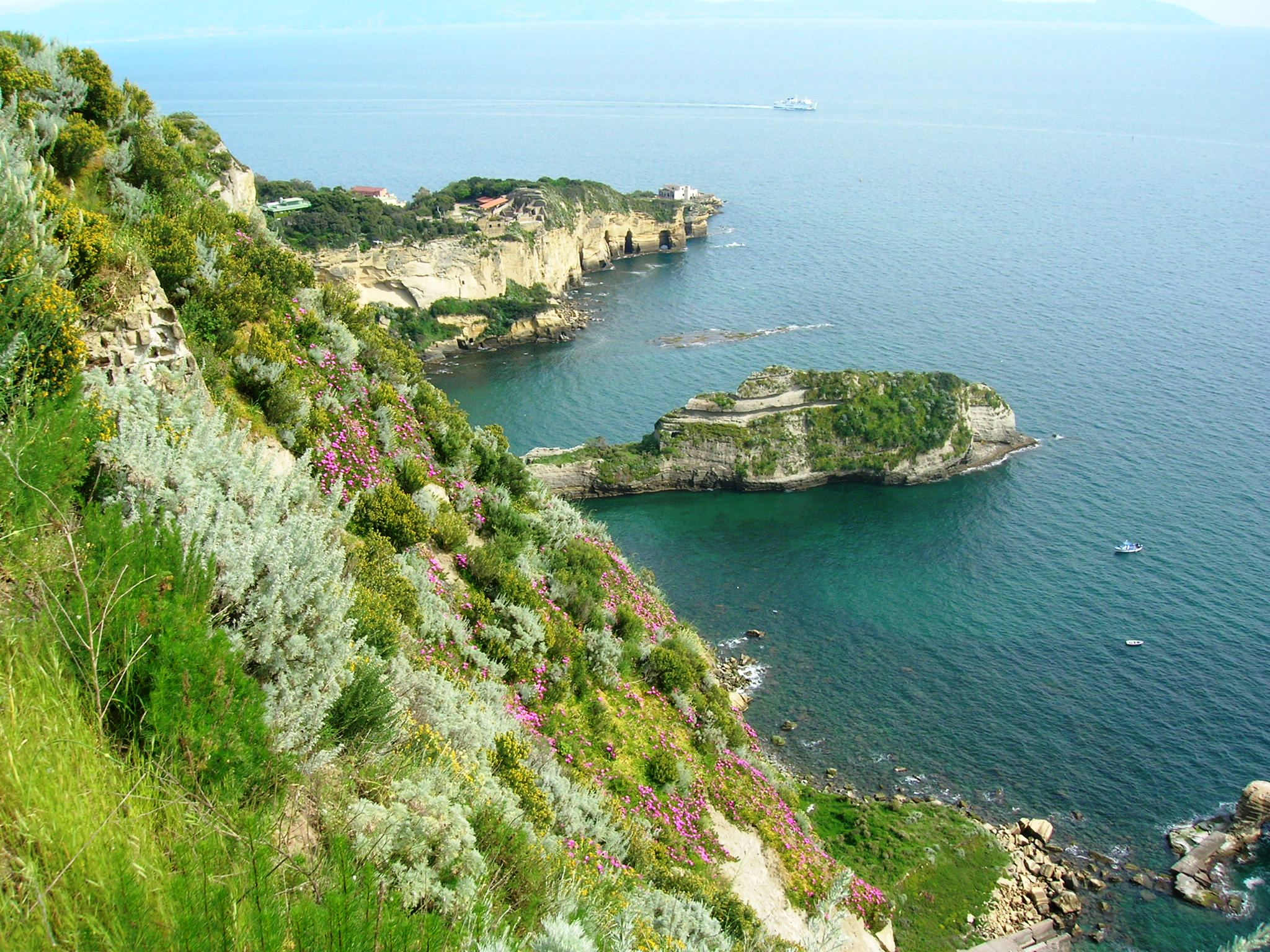
خليج ترينتاريمي
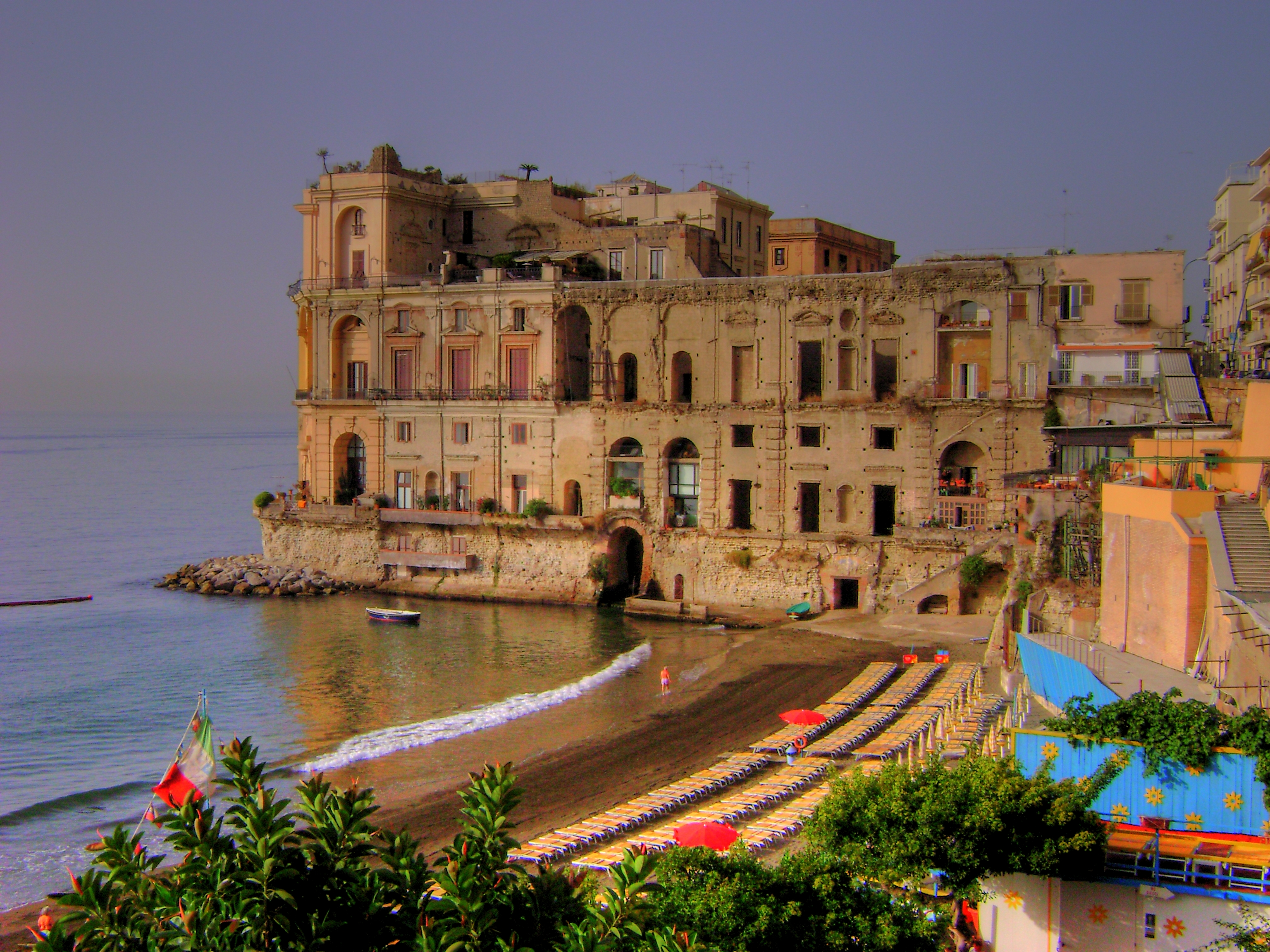
أحد المباني المطلة على البحر
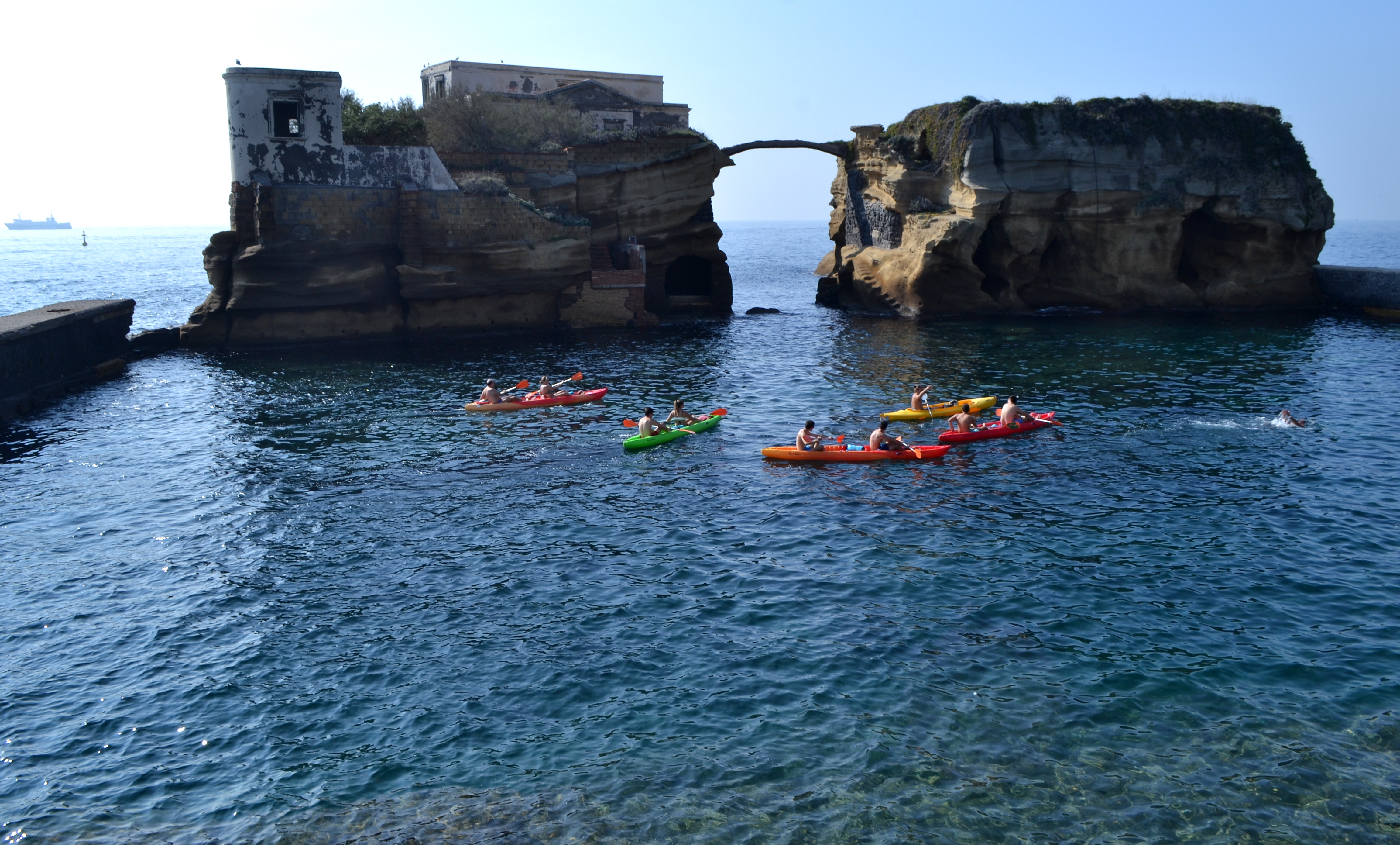
جزيرة جايولا
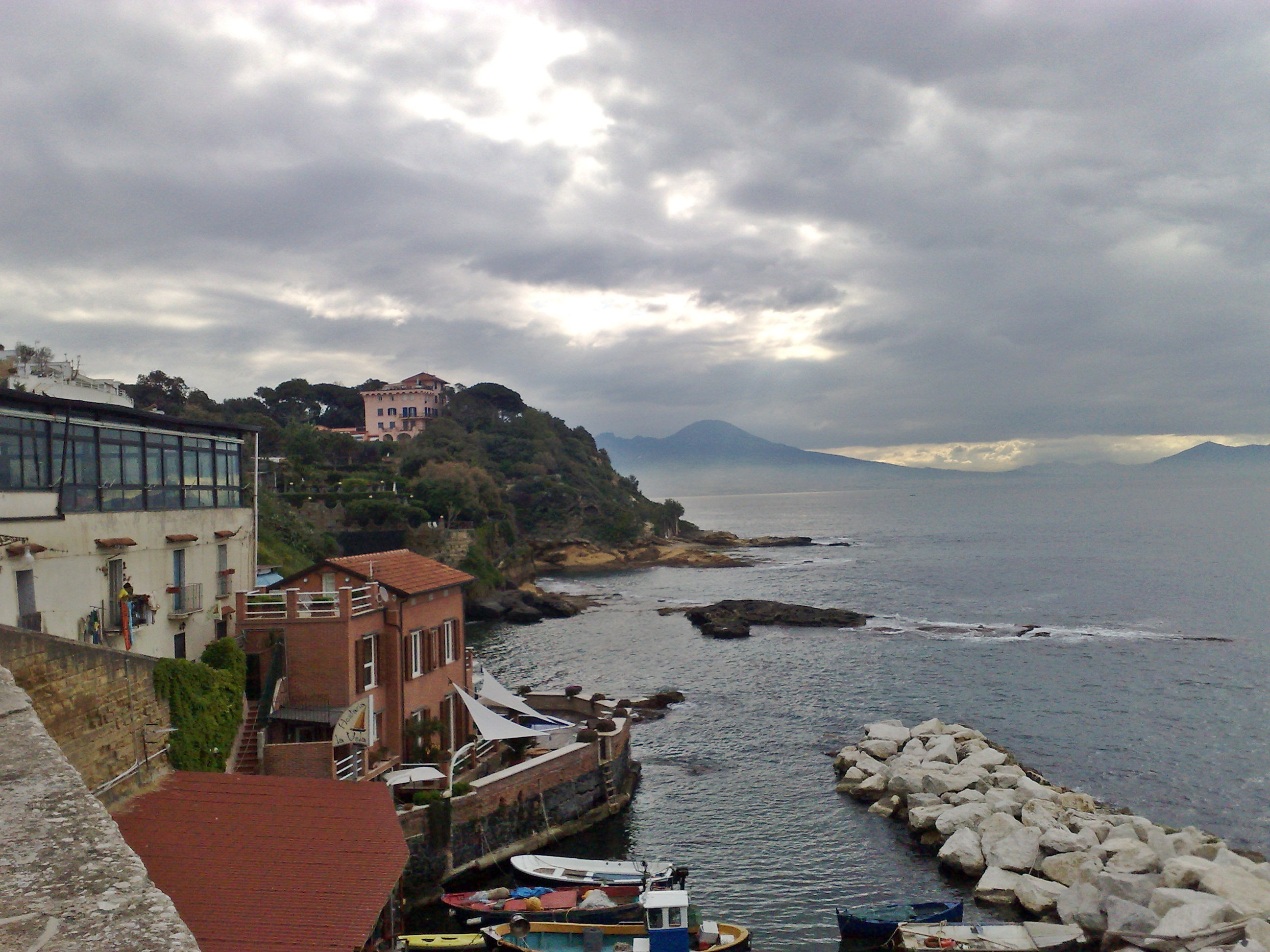
سلم مارتشيرو
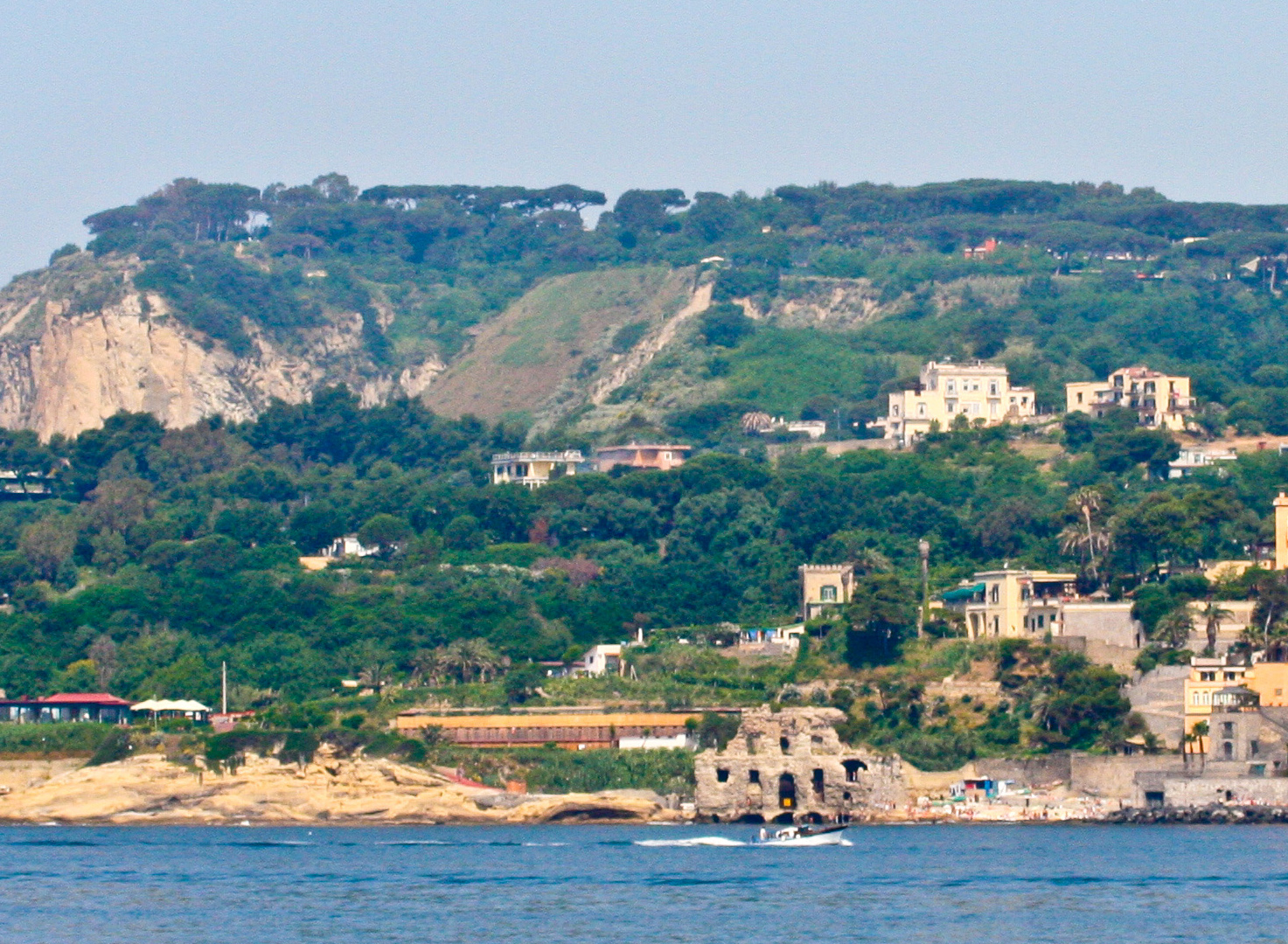
قصر الأرواح
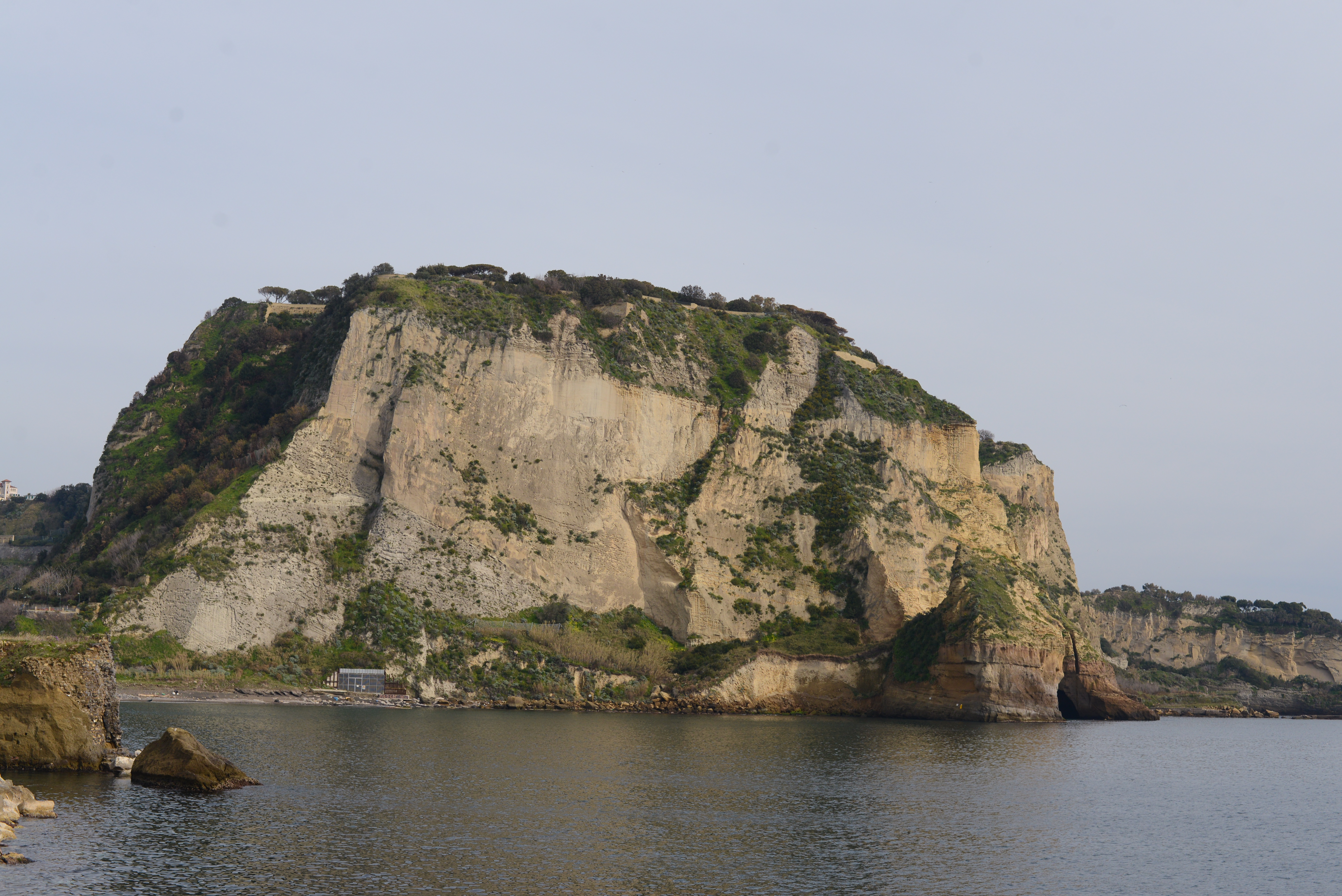
زأس بوسيليبو
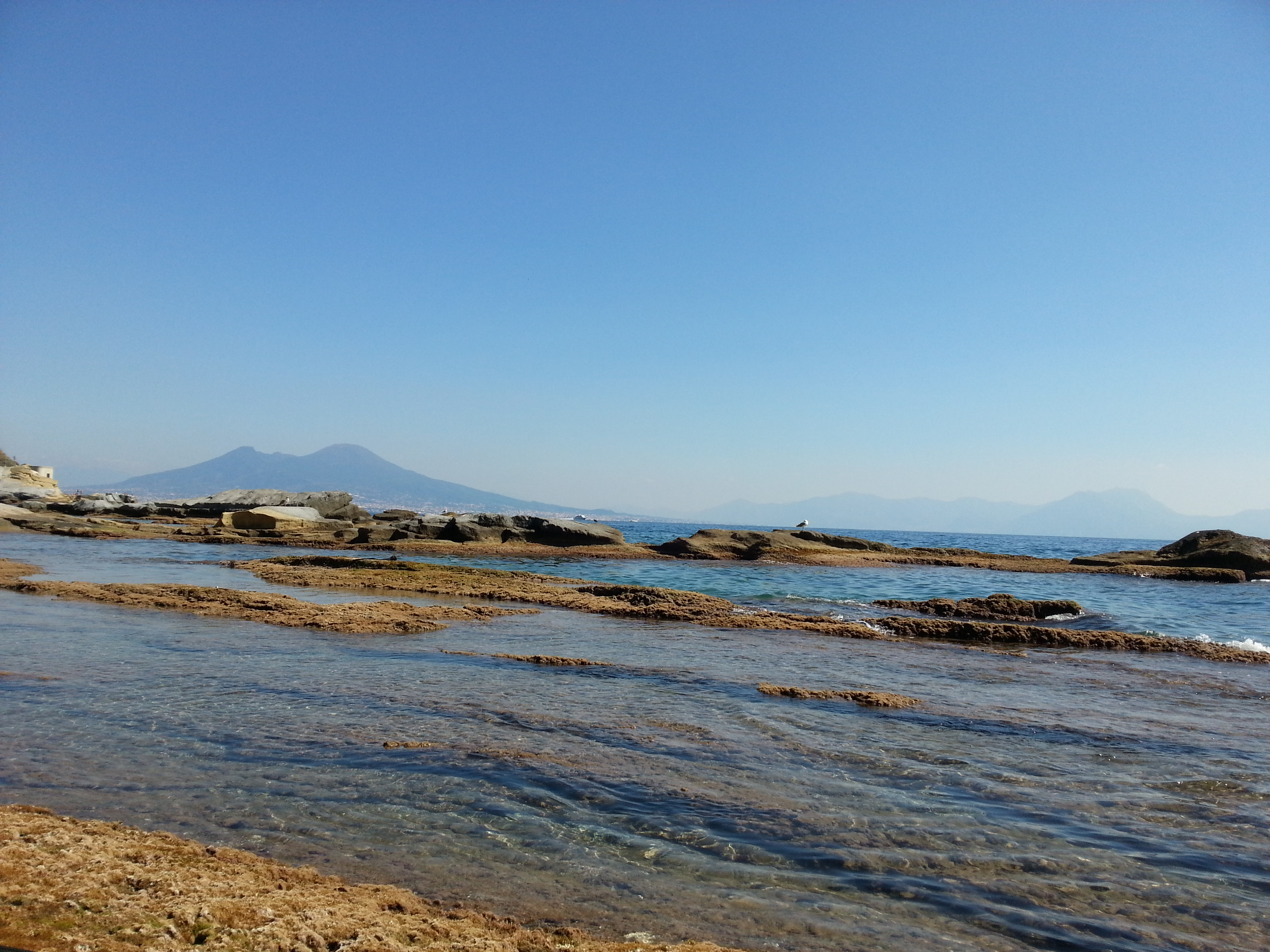
ساحل مارتشيرو
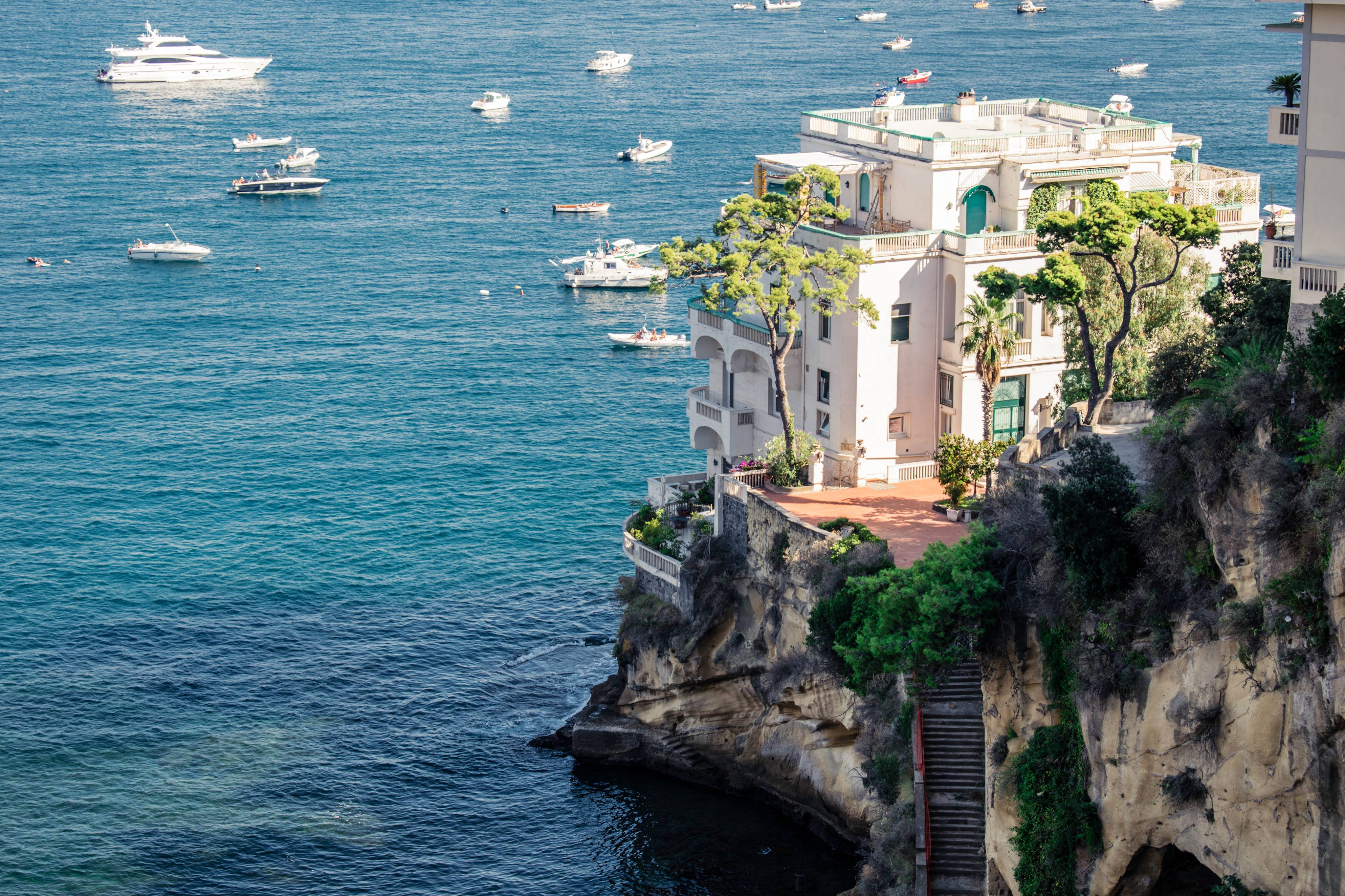
الدرج إلى بحر فيلا إليسا

## روابط خارجية
- الدخول في «بوليسيبو» من موسوعة نابولي.